# 古里村 (富山県)
古里村（ふるさとむら）は、かつて富山県婦負郡にあった村。
村明は当地に羽根山古墳群（王塚古墳など）があることから、古くから開けた所（里）という意味で名付けられた。

## 沿革
- 1889年（明治22年）4月1日 - 町村制の施行により、婦負郡羽根村、長沢村、下村、小長沢村、蓮花寺村、長沢新村、高塚村及び宮ケ谷村の区域をもって、婦負郡古里村が発足する。
- 1959年（昭和34年）1月1日 - 婦負郡婦中町に編入する。

## 歴代村長
出典→
1. 石田米次郎（1889年8月1日 - 1891年2月28日）
2. 津田三郎（1891年3月5日 - 1899年3月5日）
3. 沢内長次郎（臨時代理、1889年8月1日 - 1900年9月2日）
4. 松見善作（臨時代理、1900年9月3日 - 1900年12月17日）
5. 数井孝次（臨時代理、1900年12月18日 - 1901年7月5日）
6. 数井考次（1901年7月16日 - 1905年5月24日）
7. 鈴木重太郎（1905年7月7日 - 1906年11月15日）
8. 数井孝次（1906年12月5日 - 1907年10月6日）
9. 鈴木重太郎（1907年10月22日 - 1911年10月21日）
10. 青山己之次郎（1911年10月31日 - 1921年1月7日）
11. 鈴木重岳（1921年1月18日 - 1923年8月22日）
12. 五十嵐作正（1923年9月13日 - 1925年5月22日）
13. 谷井戻美（1925年6月3日 - 1934年11月17日）
14. 梶原清造（1934年12月18日 - 1938年12月17日）
15. 数井孝正（1938年12月19日 - 1941年11月18日）
16. 鈴木重岳（1942年1月18日 - 1946年1月17日）
17. 若林芳雄（1946年1月22日 - 1947年4月4日）
18. 若林芳雄（1947年4月5日 - 1951年4月1日）
19. 丸山義次（1951年4月26日 - 1955年4月29日）
20. 平井為造（1955年4月30日 - 1958年12月31日）